# شونیچی تاناکا
شونیچی تاناکا (انگلیسی: Shunichi Tanaka؛ زادهٔ ۱۳ سپتامبر ۱۹۸۷) بازیکن فوتبال اهل ژاپن است.